# Саратовка (Уланський район)
Сара́товка (каз. Саратовка) — село у складі Уланського району Східноказахстанської області Казахстану. Адміністративний центр Саратовського сільського округу.
Населення — 561 особа (2021; 1045 у 2009, 1125 у 1999, 1773 у 1989).
Національний склад станом на 1989 рік:
- росіяни — 53 %
- казахи — 36 %